# Histioea inferioris
Histioea inferioris är en fjärilsart som beskrevs av Butler 1896. Histioea inferioris ingår i släktet Histioea och familjen björnspinnare. Inga underarter finns listade i Catalogue of Life.